# سانهوا
سانهوا (انگلیسی: Sanhua) شرکت خوشه‌ای چینی است، که در سال ۱۹۸۴ تأسیس شد.